# Euceros madecassus
Euceros madecassus är en stekelart som beskrevs av André Seyrig 1934. Euceros madecassus ingår i släktet Euceros och familjen brokparasitsteklar. Inga underarter finns listade i Catalogue of Life.